# Vid Vrhovnik
Vid Vrhovnik (ur. 12 lipca 1999 w Velenje) – słoweński dwuboista klasyczny, złoty medalista mistrzostw świata juniorów.

## Kariera
Po raz pierwszy na arenie międzynarodowej pojawił się 8 września 2012 roku w Winterbergu, gdzie w zawodach Alpen Cup metodą Gundersena nie ukończył rywalizacji. W 2016 roku wystąpił na igrzyskach olimpijskich młodzieży w Lillehammer, zajmując piąte miejsce. Na rozgrywanych trzy lata później mistrzostwach świata juniorów w Kandersteg wywalczył złoty medal w sprincie.
W Pucharze Świata zadebiutował 21 stycznia 2017 roku w Chaux-Neuve, zajmując 43. miejsce w Gundersenie. Pierwsze pucharowe punkty wywalczył 24 listopada 2017 roku w Ruce, gdzie zajął 27. miejsce. W lutym 2017 roku wystąpił na mistrzostwach świata w Lahti, gdzie w startach indywidualnych zajmował miejsca w piątej dziesiątce, a w sprincie drużynowym był jedenasty. W 2018 roku wziął udział w igrzyskach olimpijskich w Pjongczangu, zajmując 28. miejsce na normalnej skoczni oraz 42. miejsce na dużym obiekcie.

## Osiągnięcia

### Igrzyska olimpijskie
| Miejsce | Dzień     | Rok  | Miejscowość | Konkurencja           | Wynik zwycięzcy | Strata  | Zwycięzca       |
| ------- | --------- | ---- | ----------- | --------------------- | --------------- | ------- | --------------- |
| 28.     | 14 lutego | 2018 | Pjongczang  | Gundersen HS109/10 km | 24:51,4         | +2:48,5 | Eric Frenzel    |
| 42.     | 20 lutego | 2018 | Pjongczang  | Gundersen HS140/10 km | 23:52,5         | +4:57,9 | Johannes Rydzek |
| 37.     | 9 lutego  | 2022 | Zhangjiakou | Gundersen HS106/10 km | 25:07,7         | +5:26,8 | Vinzenz Geiger  |
| 36.     | 15 lutego | 2022 | Zhangjiakou | Gundersen HS140/10 km | 27:13,3         | +4:48,5 | Jørgen Graabak  |

### Mistrzostwa świata
| Miejsce | Dzień     | Rok  | Miejscowość      | Konkurencja                     | Wynik zwycięzcy | Strata  | Zwycięzca          |
| ------- | --------- | ---- | ---------------- | ------------------------------- | --------------- | ------- | ------------------ |
| 49.     | 24 lutego | 2017 | Lahti            | Gundersen HS100/10 km           | 26:19,6         | +5:14,4 | Johannes Rydzek    |
| 47.     | 1 marca   | 2017 | Lahti            | Gundersen HS130/10 km           | 26:41,6         | +7:23,5 | Johannes Rydzek    |
| 11.     | 3 marca   | 2017 | Lahti            | Sprint drużynowy HS130/2x7,5 km | 28:45,8         | +1:49,5 | Niemcy             |
| 29.     | 22 lutego | 2019 | Seefeld in Tirol | Gundersen HS130/10 km           | 23:43,0         | +3:24,6 | Eric Frenzel       |
| 11.     | 24 lutego | 2019 | Seefeld in Tirol | Sprint drużynowy HS130/2x7,5 km | 28:29,5         | +3:43,3 | Niemcy             |
| 32.     | 28 lutego | 2019 | Seefeld in Tirol | Gundersen HS109/10 km           | 25:01,3         | +3:11,6 | Jarl Magnus Riiber |
| 35.     | 26 lutego | 2021 | Oberstdorf       | Gundersen HS106/10 km           | 23:01,2         | +4:07,3 | Jarl Magnus Riiber |
| 33.     | 4 marca   | 2021 | Oberstdorf       | Gundersen HS137/10 km           | 23:11,1         | +5:12,2 | Johannes Lamparter |
| 10.     | 6 marca   | 2021 | Oberstdorf       | Sprint drużynowy HS137/2x7,5 km | 29:29,7         | LAP     | Austria            |
| 7.      | 28 lutego | 2025 | Trondheim        | Sztafeta mieszana HS102/4x5 km  | 36:37,5         | +3:21,1 | Norwegia           |
| 34.     | 1 marca   | 2025 | Trondheim        | Kompakt HS102/7,5 km            | 17:13,4         | +2:24,1 | Jarl Magnus Riiber |
| 27.     | 8 marca   | 2025 | Trondheim        | Gundersen HS138/10 km           | 24:57,5         | +4:41,2 | Jarl Magnus Riiber |

### Mistrzostwa świata juniorów
| Miejsce | Dzień       | Rok  | Miejscowość | Konkurencja           | Wynik zwycięzcy | Strata  | Zwycięzca             |
| ------- | ----------- | ---- | ----------- | --------------------- | --------------- | ------- | --------------------- |
| 37.     | 4 lutego    | 2015 | Ałmaty      | Gundersen HS100/10 km | 25:54,2         | +4:22,0 | Jarl Magnus Riiber    |
| 28.     | 6 lutego    | 2015 | Ałmaty      | Gundersen HS100/5 km  | 12:21,8         | +2:41,8 | Jarl Magnus Riiber    |
| 9.      | 7 lutego    | 2015 | Ałmaty      | Sztafeta HS100/4x5 km | 48:41,4         | +8:21,9 | Austria               |
| 23.     | 23 lutego   | 2016 | Râșnov      | Gundersen HS100/10 km | 28:02,1         | +5:20,5 | Bernhard Flaschberger |
| 28.     | 25 lutego   | 2016 | Râșnov      | Gundersen HS100/5 km  | 11:01,5         | +2:40,0 | Tomáš Portyk          |
| 11.     | 26 lutego   | 2016 | Râșnov      | Sztafeta HS100/4x5 km | 48:41,4         | +9:15,4 | Austria               |
| 36.     | 31 stycznia | 2017 | Park City   | Gundersen HS100/10 km | 25:54,5         | +3:43,3 | Arttu Mäkiaho         |
| 11.     | 2 lutego    | 2017 | Park City   | Sztafeta HS100/4x5 km | 46:17,4         | +4:07,5 | Austria               |
| 14.     | 4 lutego    | 2017 | Park City   | Gundersen HS100/5 km  | 12:14,9         | +1:42,3 | Vinzenz Geiger        |
| 15.     | 30 stycznia | 2018 | Kandersteg  | Gundersen HS106/10 km | 22:58,3         | +1:51,7 | Ondřej Pažout         |
| 10.     | 1 lutego    | 2018 | Kandersteg  | Sztafeta HS106/4x5 km | 56:33,0         | +5:16,2 | Austria               |
| 1.      | 3 lutego    | 2018 | Kandersteg  | Gundersen HS106/5 km  | 11:28,8         | -       | -                     |
| 4.      | 23 stycznia | 2019 | Lahti       | Gundersen HS100/5 km  | 13:43,0         | +25,4   | Julian Schmid         |
| 5.      | 25 stycznia | 2019 | Lahti       | Sztafeta HS100/4x5 km | 53:16,4         | +36,1   | Niemcy                |
| 11.     | 27 stycznia | 2019 | Lahti       | Gundersen HS100/10 km | 28:16,8         | +1:35,0 | Johannes Lamparter    |

### Zimowe igrzyska olimpijskie młodzieży
| Miejsce | Dzień     | Rok  | Miejscowość | Konkurencja             | Wynik zwycięzcy | Strata | Zwycięzca |
| ------- | --------- | ---- | ----------- | ----------------------- | --------------- | ------ | --------- |
| 5.      | 16 lutego | 2016 | Lillehammer | Gundersen HS100/5 km    | 13:31,4         | +50,8  | Tim Kopp  |
| 1.      | 18 lutego | 2016 | Lillehammer | skoki drużyn mieszanych | 709,5 pkt       | -      | -         |
| 4.      | 19 lutego | 2016 | Lillehammer | sztafeta mieszana       | 26:16,9         | +21,6  | Rosja     |

### Zimowy olimpijski festiwal młodzieży Europy
| Miejsce | Dzień       | Rok  | Miejscowość         | Konkurencja           | Wynik zwycięzcy | Strata  | Zwycięzca         |
| ------- | ----------- | ---- | ------------------- | --------------------- | --------------- | ------- | ----------------- |
| 10.     | 26 stycznia | 2015 | Tschagguns/Gaschurn | Gundersen HS108/10 km | 27:17,4         | +1:07,1 | Willi Hengelhaupt |
| 8.      | 28 stycznia | 2015 | Tschagguns/Gaschurn | Sztafeta HS108/4x5 km | 56:37,3         | +4:31,2 | Austria           |
| 9.      | 30 stycznia | 2015 | Tschagguns/Gaschurn | Gundersen HS108/5 km  | 13:40,9         | +1:10,5 | Willi Hengelhaupt |

### Puchar Świata

#### Miejsca w klasyfikacji generalnej
- sezon 2016/2017: niesklasyfikowany
- sezon 2017/2018: 61.
- sezon 2018/2019: 55.
- sezon 2019/2020: niesklasyfikowany
- sezon 2020/2021: 55.
- sezon 2021/2022: 50.
- sezon 2022/2023: nie brał udziału
- sezon 2023/2024: 35.
- sezon 2024/2025: 45.

#### Miejsca na podium chronologicznie
Jak dotąd zawodnik nie stawał na podium indywidualnych zawodów Pucharu Świata.

### Puchar Kontynentalny

#### Miejsca w klasyfikacji generalnej
- sezon 2015/2016: niesklasyfikowany
- sezon 2016/2017: 63.
- sezon 2017/2018: 58.
- sezon 2018/2019: 42.
- sezon 2019/2020: nie brał udziału
- sezon 2020/2021: 75.
- sezon 2021/2022: 88.
- sezon 2022/2023: nie brał udziału
- sezon 2023/2024: 70.

#### Miejsca na podium chronologicznie
Jak dotąd zawodnik nie stawał na podium indywidualnych zawodów Pucharu Kontynentalnego.

### Letnie Grand Prix

#### Miejsca w klasyfikacji generalnej
- 2015: niesklasyfikowany
- 2016: niesklasyfikowany
- 2017: (37.)[15]
- 2018: (31.)[16]
- 2019: (33.)[17]
- 2021: 13. (28.)[18]
- 2022: nie brał udziału
- 2023: 13. (31.)[19]
- 2024: 6. (18.)[20]

#### Miejsca na podium w zawodach drużynowych
| Nr | Data             | Miejscowość | Konkurencja                    | Wynik zwycięzcy | Pozycja | Strata | Zwycięzca |
| -- | ---------------- | ----------- | ------------------------------ | --------------- | ------- | ------ | --------- |
| 1. | 24 sierpnia 2024 | Tschagguns  | Sztafeta mieszana HS103/4x5 km | 36:58,6         | 1.      | -      | -         |